# Krzeszów (Dolnoslezské vojvodství)
Krzeszów (česky Křesobor nebo Křešov, německy Grüssau) je vesnice v Polsku, v Dolnoslezském vojvodství. Je zde cisterciácký klášterní komplex s bazilikou Nanebevzetí Panny Marie. Na fasádě baziliky jsou barokní sochy významného pražského sochaře Ferdinanda Maxmiliána Brokoffa.

## Historie
V roce 1242 zde založila Anna Lehnická opatství benediktinů z Opatovic nad Labem. Boleslav I. Surový na konci 13. století na jeho místě založil klášter cisterciácký. Ve 14. století opatství naznalo velkého rozmachu a vlivu, patřilo pod ně okolo 40 obcí a města Lubawka a Chełmsko.
V období První slezské války byl Krzeszów připojen k Prusku.

## Galerie

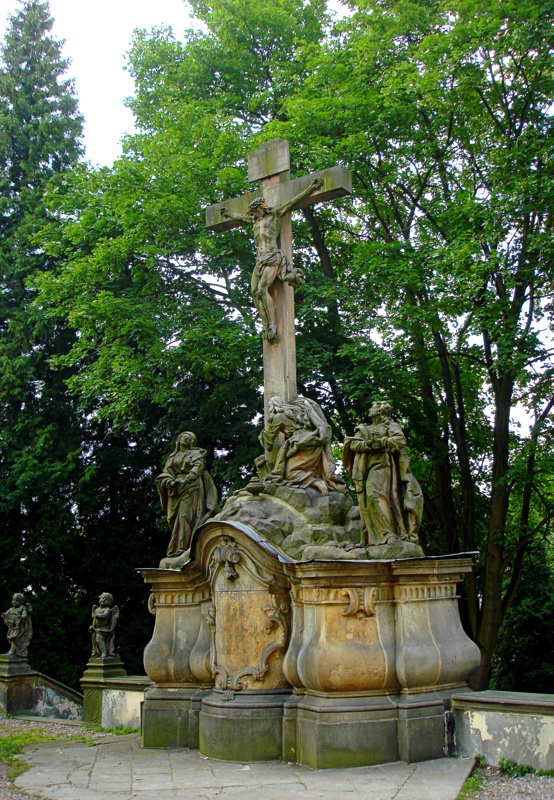
Kalvárie na klášterním hřbitově
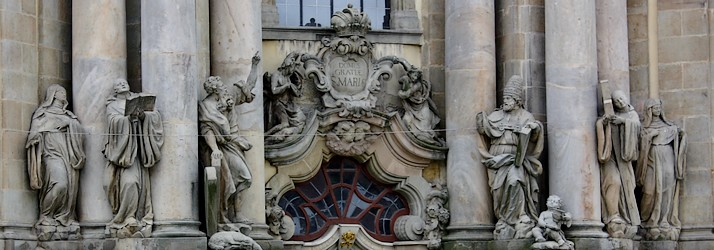
Detail Brokofovy sochařské výzdoby
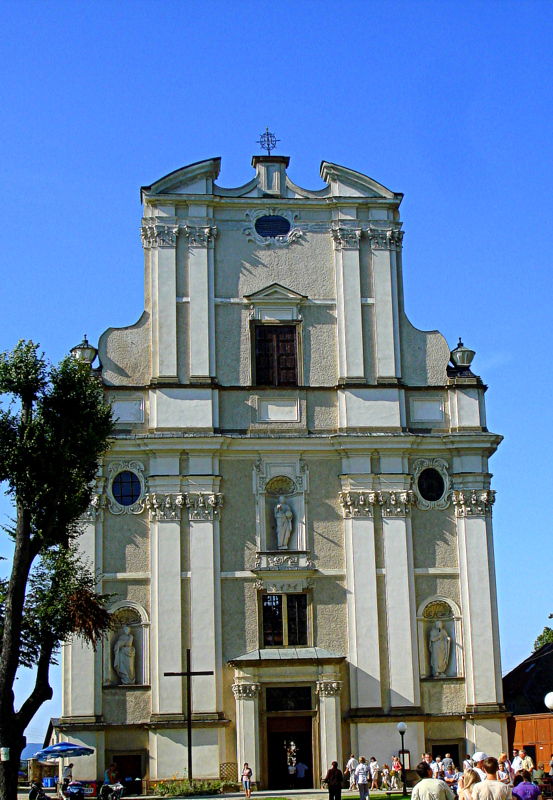
Kostel sv. Josefa
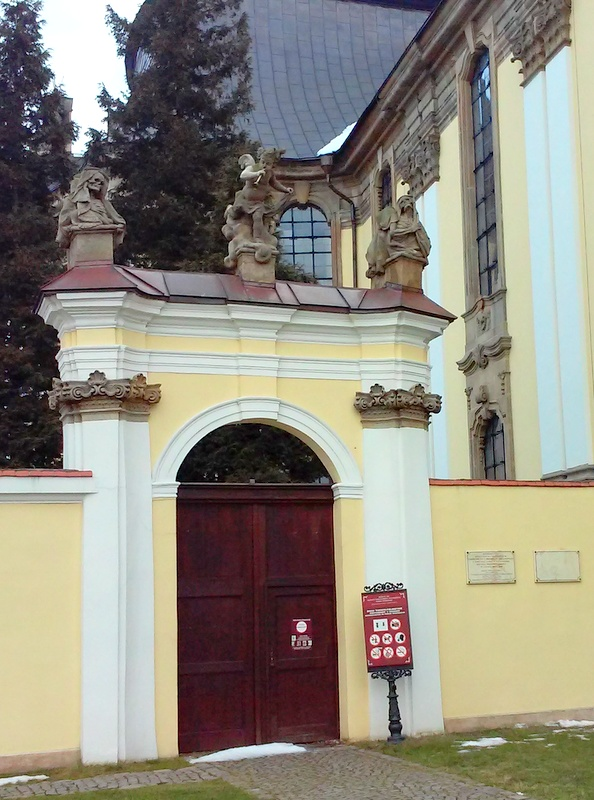
Vstupní brana hřbitova
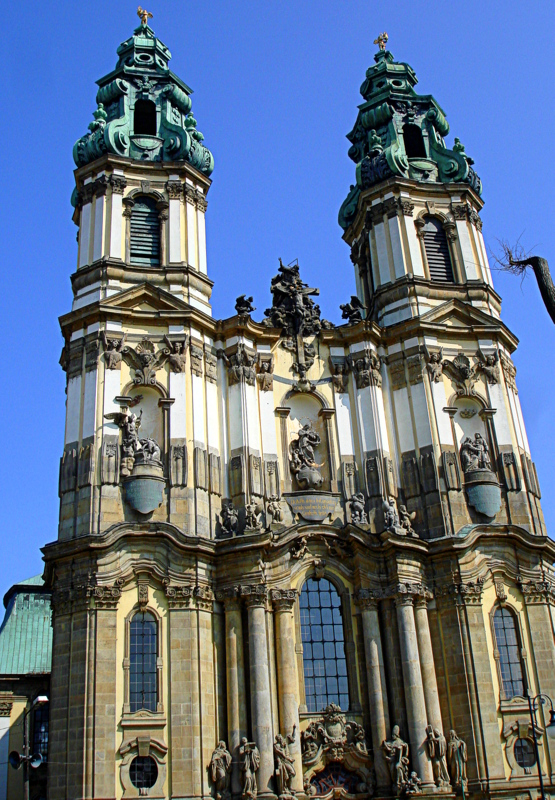
Západní dvouvěží baziliky
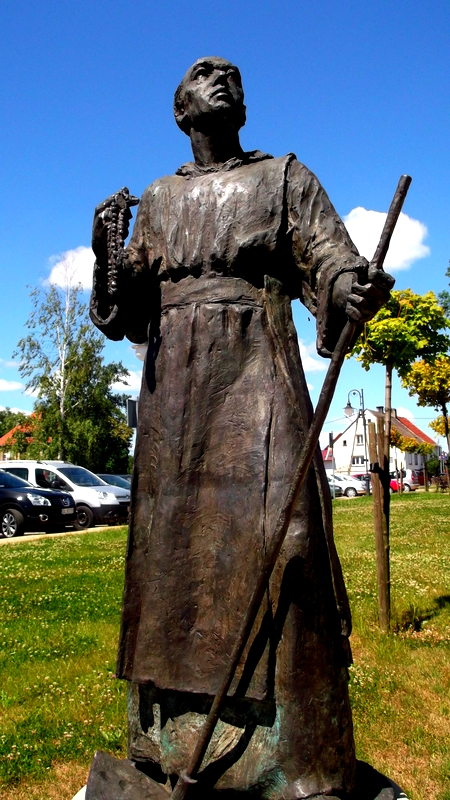
Pomník cisterciáků
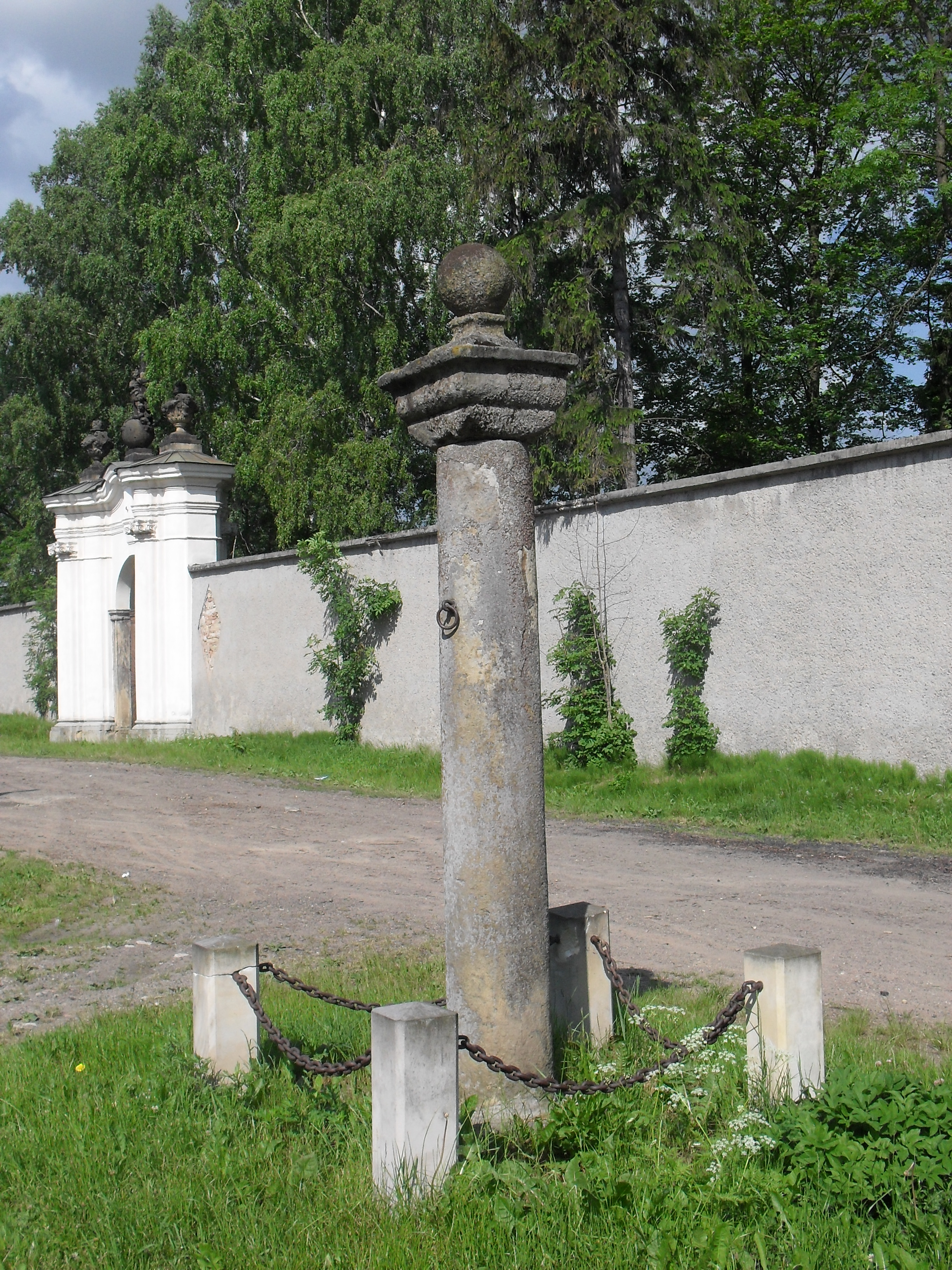
Pranýř
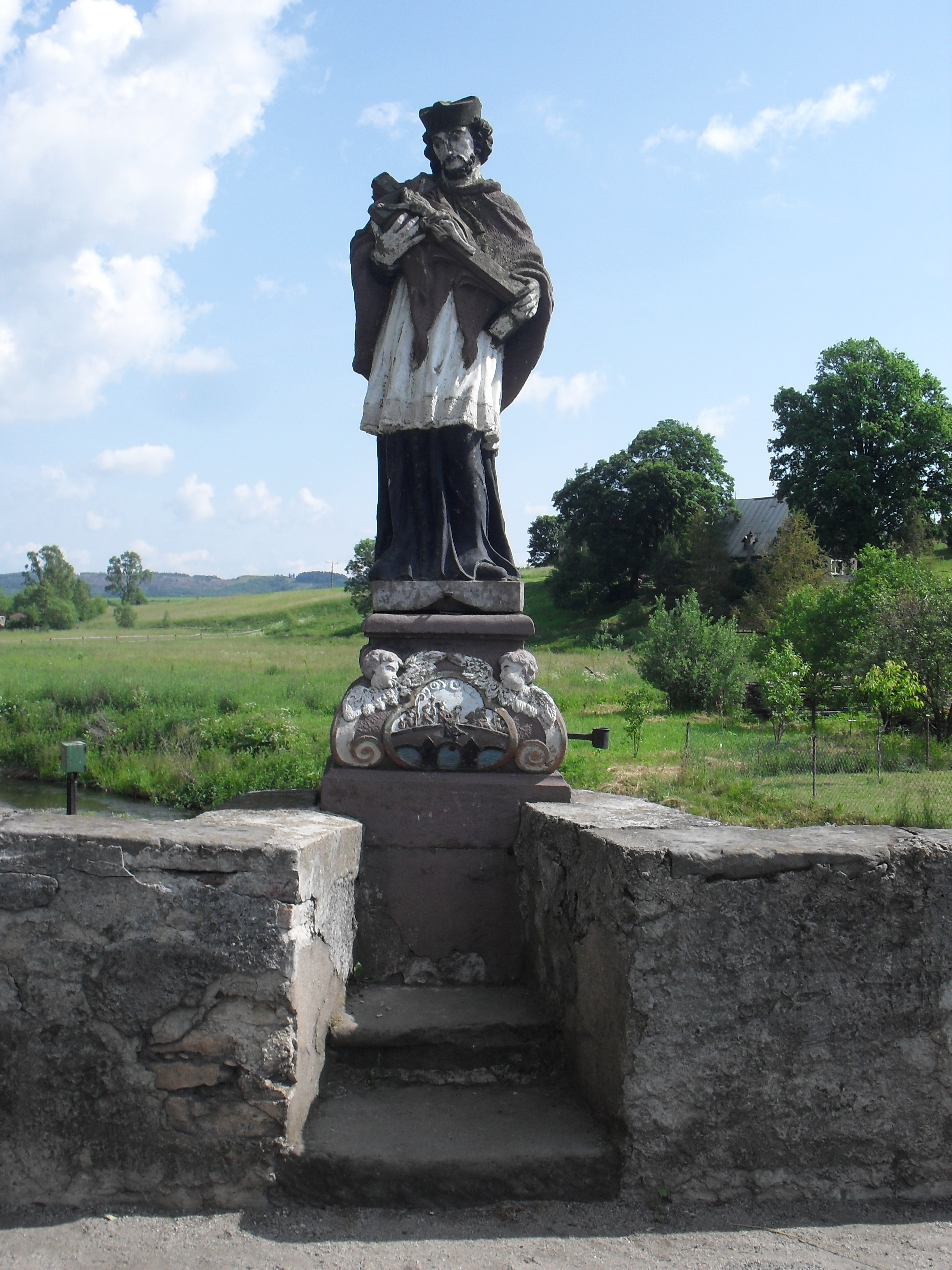
Socha sv. Jana Nepomuckého
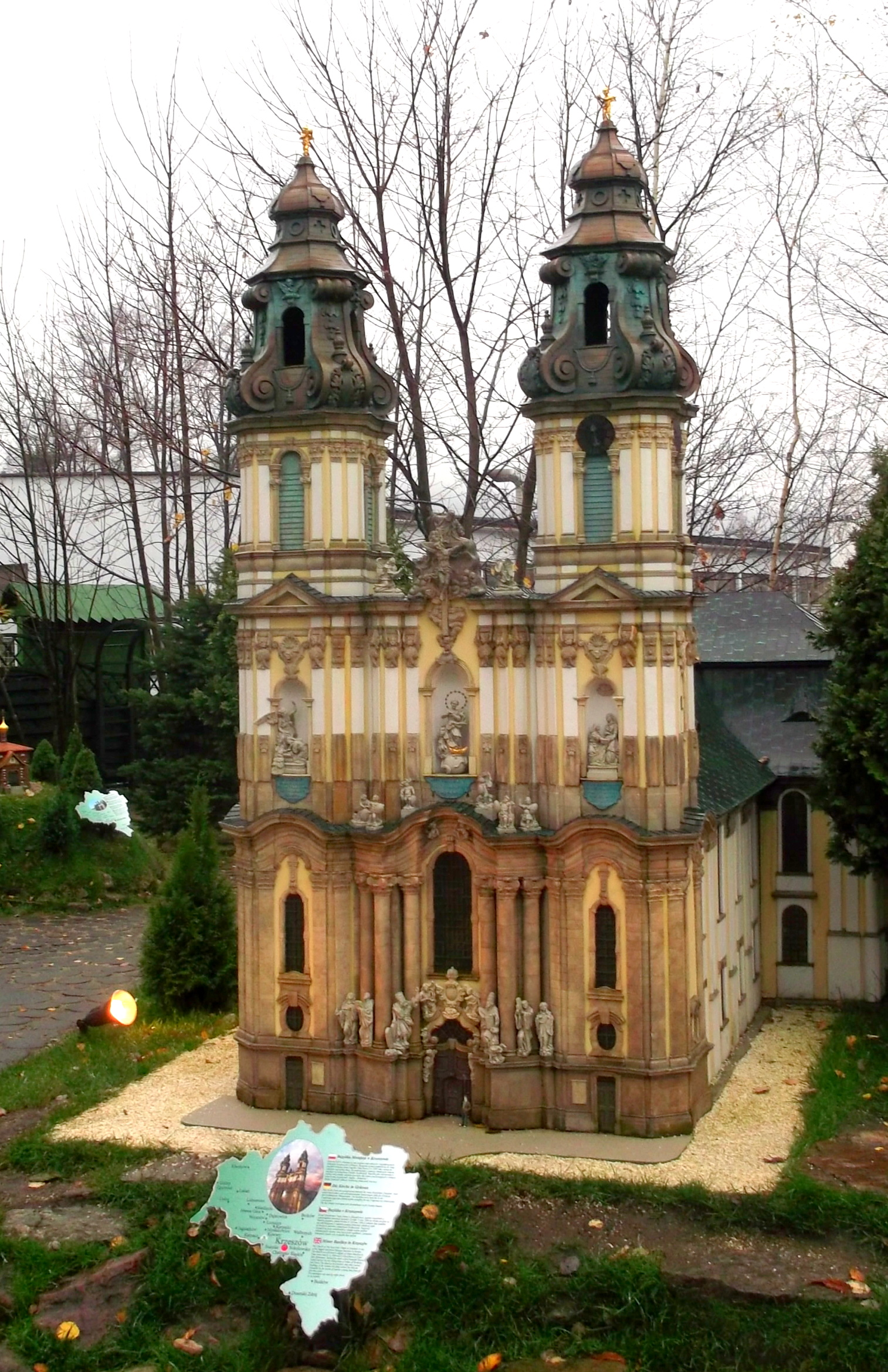
Klášterní kostel Nanebevzetí Panny Marie - park miniatur památek Dolního Slezska